# Omicidio di Francesco Mangiameli

L'omicidio di Francesco Mangiameli venne commesso il 9 settembre 1980, nei pressi di Roma, da Valerio e Cristiano Fioravanti, Giorgio Vale, Francesca Mambro e Dario Mariani, appartenenti al gruppo neofascista dei Nuclei Armati Rivoluzionari.

## Storia
Francesco Mangiameli, detto Ciccio, originario di Palermo, era un insegnante di filosofia agli istituti superiori; nei primi anni settanta militò nel FUAN palermitano con Pierluigi Concutelli, ma presto abbandonò le organizzazioni giovanili del Movimento Sociale Italiano per aderire a organizzazioni della destra extraparlamentare, prima in Ordine Nuovo e poi nel Fronte Nazionale divenendone, dal 1975, il referente per la Sicilia. Poco dopo aderì a Lotta Popolare e, quando questa si sciolse nel 1978, prese parte alla fondazione di Terza Posizione dove, ben presto, divenne membro della direzione nazionale con funzione di guida, assieme a Roberto Fiore, Gabriele Adinolfi e Giuseppe Dimitri.
(Interrogatorio di Cristiano Fioravanti del 26 marzo 1986)
Venne ucciso il 9 settembre 1980 da un commando formato da Cristiano e Giusva Fioravanti, Francesca Mambro, Dario Mariani e Giorgio Vale, tutti appartenenti ai Nuclei Armati Rivoluzionari, gruppo terroristico dello spontaneismo armato di estrema destra. Portato con una scusa nella pineta di Castel Fusano, venne quindi trucidato a colpi di pistola: mentre Valerio cominciava ad insultarlo e a chiedergli conto dei soldi spariti, Cristiano estrasse la pistola e lo colpì passando poi l'arma nelle mani del fratello e infine di Vale che lo finirono. Il corpo, zavorrato con pesi, venne poi rinvenuto nel laghetto romano di Tor de' Cenci, l'11 settembre 1980 dalle forze dell'ordine.
(Interrogatorio di Cristiano Fioravanti del 26 marzo 1986)
Fu accusato di aver sottratto agli stessi NAR i soldi destinati ad organizzare l'evasione del terrorista nero Pierluigi Concutelli, leader di Ordine Nuovo e killer del giudice Vittorio Occorsio. Queste motivazioni dell'assassinio Mangiameli, in realtà, sono state definite assurde dagli inquirenti e dai magistrati:
Nella sentenza si fa lunga menzione anche della volontà di uccidere, da parte di Fioravanti, anche la moglie e la figlia di Mangiameli: elementi che fanno pensare ad un altro motivo, più profondo, che non questioni di soldi. Cristiano Fioravanti (che partecipò al delitto senza conoscerne realmente le ragioni), avanzò la tesi che Mangiameli potesse essere stato testimone, nella sua casa di Palermo, degli accordi presi da Valerio con altre persone del luogo, in vista dell'omicidio di Piersanti Mattarella.

Nella sentenza di Appello per la strage di Bologna (consultabile integralmente), il giudice ravvisa nella strage stessa, compiuta il 2 agosto 1980 da Fioravanti e Mambro, il movente dell'omicidio Mangiameli:
"Mangiameli era nelle condizioni di conoscere fatti e circostanze estremamente importanti in relazione alla strage. La vicenda Spiazzi aveva rivelato che egli era un inaffidabile depositario di quelle conoscenze. Gli imputati, conseguentemente, avevano fondati motivi di preoccuparsene e di volere la eliminazione del pericolo. (...). Del resto, il convincimento che l’omicidio Mangiameli fosse direttamente connesso con la strage di Bologna non è soltanto il risultato di una argomentazione logica compiuta in sede giudiziaria a distanza di tempo dagli eventi. Invero, il volantino diffuso dai militanti palermitani di Terza Posizione tre giorni dopo il ritrovamento del cadavere sta chiaramente a dimostrare che gli amici di Mangiameli giunsero subito alla medesima conclusione. Si legge, infatti, nel volantino: “L’ignobile strage di Bologna, che tanto da vicino ricorda … quelle di piazza Fontana, di Brescia, di Peteano, del treno Italicus, ha forse fatto la sua 85ª vittima?” ".